# The New Frontier
Pour plus de détails, voir Fiche technique et Distribution.
La Frontière impitoyable (The New Frontier) est un film américain réalisé par Carl Pierson (Indianapolis,  26 juin 1891 - Los Angeles, 11 février 1977), sorti en 1935.

## Synopsis
En 1893, lors de l'ouverture d'une partie du Territoire de l'Oklahoma aux colons, John Dawson est engagé pour accompagner un convoi au départ du Kansas à travers le territoire indien. Lorsqu'il arrive à Frontier, il apprend que son père Milt, qui avait été nommé shérif, a été tué. Il va prendre sa place et lutter contre les agissements d'Ace Holmes, qui veut spéculer sur les terres.

## Fiche technique
- Titre original : The New Frontier
- Réalisation : Carl Pierson
- Scénario : Robert Emmett Tansey
- Direction artistique : E.R. Hickson
- Photographie : Gus Peterson, Harry Neumann
- Son : John Stransky Jr.
- Montage : Jerry Roberts
- Production : Paul Malvern
- Production déléguée : Trem Carr
- Société de production : Republic Pictures
- Société de distribution : Republic Pictures
- Pays d'origine :  États-Unis
- Langue originale : anglais
- Format : noir et blanc — 35 mm — 1,37:1 — son Mono (RCA Victor High Fidelity Sound System)
- Genre : Western
- Durée : 60 minutes
- Dates de sortie :  États-Unis : 24 octobre 1935

## Distribution
- John Wayne : John Dawson
- Muriel Evans : Hanna Lewis
- Warner Richmond : Ace Holmes
- Al Bridge : Kit
- Sam Flint : Milt Dawson
- Murdock MacQuarrie : Tom
- Allan Cavan : le pasteur
- Mary MacLaren : Mme Shaw
- Theodore Lorch : Joe
- Glenn Strange : Norton
- Philip Kieffer : un officier
- Frank Ball : Ted
- Jack Montgomery : Smokey